# Kokou
Kokou est une commune rurale située dans le département de Liptougou de la province de la Gnagna dans la région de l'Est au Burkina Faso.

## Géographie
Kokou – qui est une commune à centres d'habitations dispersés – est situé à 11 km au Sud de Liptougou.

## Santé et éducation
Le centre de soins le plus proche de Kokou est le centre de santé et de promotion sociale (CSPS) de Liptougou.